# Pulitzer-Preis/Berichterstattung im Inland
Der Pulitzer-Preis für Berichterstattung im Inland (Pulitzer Prize for National Reporting) wird seit 1948 vergeben. 1951 wurde er nicht vergeben. Von 1942 bis 1947 hieß die Kategorie Berichterstattung im Inland per Telegrafie (Pulitzer Prize for Telegraphic Reporting – National). 1943 gab es hierbei keine Preisträger.

## Liste der Preisträger

### Pulitzer-Preis für Berichterstattung im Inland (National Reporting)

#### 2020–2029
- 2024: Mitarbeiter von Reuters für eine Serie über Elon Musk und sein Geschäftsgebaren; Mitarbeiter der Washington Post für einen umfassenden Beitrag zum AR-15 und seiner Bedeutung für Amokläufe und Anschläge in den Vereinigten Staaten
- 2023: Caroline Kitchener von The Washington Post „für unerschrockene Berichterstattung, die die komplexen Folgen des Lebens nach Roe v. Wade erfasste, einschließlich der Geschichte einer texanischen Teenagerin, die Zwillinge zur Welt brachte, nachdem neue Beschränkungen ihr eine Abtreibung verweigerten.“
- 2022: Mitarbeiter von The New York Times „für ein ehrgeiziges Projekt, das ein beunruhigendes Muster tödlicher Verkehrsstopps durch die Polizei quantifizierte und veranschaulichte, wie Hunderte von Todesfällen hätten vermieden werden können und wie Beamten typischerweise einer Bestrafung entgingen.“
- 2021: Mitarbeiter von The Marshall Project, AL.com, Birmingham, IndyStar, Indianapolis, und Invisible Institute, Chicago
- 2020: Mitarbeiter von The Seattle Times und Mitarbeiter von ProPublica

#### 2010–2019
- 2019: Mitarbeiter des Wall Street Journal
- 2018: Mitarbeiter von The New York Times und Mitarbeiter von The Washington Post
- 2017: David A. Fahrenthold, The Washington Post
- 2016: Mitarbeiter der The Washington Post
- 2015: Carol D. Leonnig von The Washington Post
- 2014: David Philipps von The Gazette, Colorado Springs
- 2013: Lisa Song, Elizabeth McGowan und David Hasemyer von InsideClimate News, Brooklyn, New York City
- 2012: David Wood von The Huffington Post
- 2011: Jesse Eisinger und Jake Bernstein von ProPublica
- 2010: Matt Richtel und Mitarbeiter von The New York Times

#### 2000–2009
- 2009: Mitarbeiter der St. Petersburg Times
- 2008: Jo Becker und Barton Gellman, The Washington Post
- 2007: Debbie Cenziper, Miami Herald
- 2006: Mitarbeiter der San Diego Union-Tribune und Copley News Service, mit beträchtlicher Mitarbeit von Marcus Stern und Jerry Kammer
- 2006: James Risen und Eric Lichtblau, The New York Times
- 2005: Walt Bogdanich of New York Times
- 2004: Mitarbeiter der Los Angeles Times, Nancy Cleeland, Evelyn Iritani, Abigail Goldman, Tyler Marshall, Rick Wartzman und John Corrigan
- 2003: Alan Miller und Kevin Sack, Los Angeles Times
- 2002: Mitarbeiter der The Washington Post
- 2001: Mitarbeiter der The New York Times
- 2000: Mitarbeiter des The Wall Street Journal

#### 1990–1999
- 1999: Mitarbeiter der The New York Times und mit beträchtlicher Mitarbeit von Jeff Gerth
- 1998: Russell Carollo und Jeff Nesmith, Dayton Daily News
- 1997: Mitarbeiter des The Wall Street Journal
- 1996: Alix M. Freedman, The Wall Street Journal
- 1995: Tony Horwitz, The Wall Street Journal
- 1994: Eileen Welsome, Albuquerque Tribune
- 1993: David Maraniss, The Washington Post
- 1992: Jeff Taylor und Mike McGraw, The Kansas City Star
- 1991: Marjie Lundstrom und Rochelle Sharpe, Gannett News Service
- 1990: Ross Anderson, Bill Dietrich, Mary Ann Gwinn und Eric Nalder, The Seattle Times

#### 1980–1989
- 1980: Bette Swenson Orsini und Charles Stafford, St. Petersburg Times
- 1981: John M. Crewdson, The New York Times
- 1982: Rick Atkinson, The Kansas City Times
- 1983: Boston Globe
- 1984: John Noble Wilford, The New York Times
- 1985: Thomas J. Knudson, Des Moines Register
- 1986: Craig Flournoy und George Rodrigue von The Dallas Morning News
- 1986: Arthur Howe, The Philadelphia Inquirer
- 1987: Mitarbeiter der The Miami Herald
- 1987: Mitarbeiter der The New York Times
- 1988: Tim Weiner, The Philadelphia Inquirer
- 1989: Donald L. Barlett und James B. Steele, The Philadelphia Inquirer

#### 1970–1979
- 1970: William J. Eaton, Chicago Daily News
- 1971: Lucinda Franks und Thomas Powers, United Press International
- 1972: Jack Anderson
- 1973: Robert Boyd und Clark Hoyt, Knight Newspapers
- 1974: Jack White, Providence Journal and Evening Bulletin
- 1974: James R. Polk, Washington Star-News
- 1975: Donald L. Barlett und James B. Steele, The Philadelphia Inquirer
- 1976: James Risser, Des Moines Register
- 1977: Walter Mears, Associated Press
- 1978: Gaylord D. Shaw, The Los Angeles Times
- 1979: James Risser, Des Moines Register

#### 1960–1969
- 1969: Robert Cahn, Christian Science Monitor
- 1968: Howard James, Christian Science Monitor
- 1968: Nathan K. (Nick) Kotz, Des Moines Register und Minneapolis Tribune
- 1967: Stanley Penn und Monroe Karmin, The Wall Street Journal
- 1966: Haynes Johnson, Washington Evening Star
- 1965: Louis M. Kohlmeier, The Wall Street Journal
- 1964: Merriman Smith, United Press International
- 1963: Anthony Lewis, The New York Times
- 1962: Nathan G. Caldwell und Gene S. Graham, Nashville Tennessean
- 1961: Edward R. Cony, The Wall Street Journal
- 1960: Vance Trimble, Scripps-Howard Newspaper Alliance

#### 1948–1959
- 1959: Howard Van Smith, Miami News
- 1958: Clark Mollenhoff, Des Moines Register and Tribune
- 1958: Relman Morin, Associated Press
- 1957: James Reston, The New York Times
- 1956: Charles L. Bartlett, Chattanooga Times
- 1955: Anthony Lewis von der Washington Daily News
- 1954: Richard Wilson, Des Moines Register
- 1953: Don Whitehead, Associated Press
- 1952: Anthony Leviero, The New York Times
- 1951: nicht vergeben
- 1950: Edwin O. Guthman, The Seattle Times
- 1949: C. P. Trussel, The New York Times
- 1948: Nat S. Finney, Minneapolis Tribune

### Pulitzer-Preis für Berichterstattung im Inland für Telegrafie (Telegraphic Reporting – National)

#### 1942–1947
- 1947: Edward T. Folliard, The Washington Post
- 1946: Edward A. Harris, St. Louis Post-Dispatch
- 1945: James B. Reston, The New York Times
- 1944: Dewey L. Fleming, The Baltimore Sun
- 1943: nicht vergeben
- 1942: Louis Stark, The New York Times